# Малдиви на Летњим олимпијским играма 2000.
Малдиви су на Летњим олимпијским играма у Пекингу 2004. учествовали четврти пут као самостална земља.
Делегација Малдива, је на Олимпијским играма 200у. у Сиднеју учествовала са 4 такмичара 2 мушкарца и 2 жене у 2 спорта. 
Малдивски олимпијски тим је остао у групи земаља које нису освојиле ниједну медаљу. 
Заставу Малдива на свечаном отварању Олимпијских игара 2004. носио је атлетичар Насер Исмаил, најстарији спортиста Малдива на овим играма (26 година и 76 дана). Најмлађи учесник у репрезентацији Малдива била је атлетичарка Шамха Ахмед са 18 година (18 год. и 167 дана). 

## Учесници по дисциплинама
| Спорт     | Мушкарци | Жене | Укупно |
| --------- | -------- | ---- | ------ |
| Атлетика  | 1        | 1    | 2      |
| Пливање   | 1        | 1    | 2      |
| Укупно(2) | 2        | 2    | 4      |

## Атлетика

### Мушкарци
| Атлетичар Лични рекорд | Дисциплина | Група    | Група   | Четвртфинале     | Четвртфинале     | Полуфинале       | Полуфинале       | Финале           | Финале  | Детаљи |
| Атлетичар Лични рекорд | Дисциплина | Резултат | Место   | Резултат         | Место            | Резултат         | Место            | Резултат         | Место   | Детаљи |
| ---------------------- | ---------- | -------- | ------- | ---------------- | ---------------- | ---------------- | ---------------- | ---------------- | ------- | ------ |
| Насер Исмаил           | 800 м      | 1:56,67  | 7 гр. 5 | Није се пласирао | Није се пласирао | Није се пласирао | Није се пласирао | Није се пласирао | 58 / 62 |        |

### Жене
| Атлетичарка Лични рекорд | Дисциплина | Група    | Група   | Четвртфинале     | Четвртфинале     | Полуфинале       | Полуфинале       | Финале           | Финале  | Детаљи |
| Атлетичарка Лични рекорд | Дисциплина | Резултат | Место   | Резултат         | Место            | Резултат         | Место            | Резултат         | Место   | Детаљи |
| ------------------------ | ---------- | -------- | ------- | ---------------- | ---------------- | ---------------- | ---------------- | ---------------- | ------- | ------ |
| Шамха Ахмед              | 100 м      | 12,87    | 8 гр. 6 | Није се пласирао | Није се пласирао | Није се пласирао | Није се пласирао | Није се пласирао | 73 / 84 |        |

## Пливање

#### Мушкарци
| Пливач      | Дисциплина    | Група | Група   | Полуфинале       | Полуфинале       | Финале           | Финале           | Детаљи |
| Пливач      | Дисциплина    | Време | Пласман | Време            | Пласман          | Време            | Пласман          | Детаљи |
| ----------- | ------------- | ----- | ------- | ---------------- | ---------------- | ---------------- | ---------------- | ------ |
| Хасан Мубах | 50 м слободно | 28,86 | 73/77   | Није се пласирао | Није се пласирао | Није се пласирао | Није се пласирао |        |

#### Жене
| Пливачица        | Дисциплина    | Група | Група   | Полуфинале        | Полуфинале        | Финале            | Финале            | Детаљи         |
| Пливачица        | Дисциплина    | Време | Пласман | Време             | Пласман           | Време             | Пласман           | Детаљи         |
| ---------------- | ------------- | ----- | ------- | ----------------- | ----------------- | ----------------- | ----------------- | -------------- |
| Fariha Fathimath | 50 м слободно | 32,36 | 69/74   | Није се пласирала | Није се пласирала | Није се пласирала | Није се пласирала | [ мртва веза ] |